# 拉贾普尔
拉贾普尔（Rajapur），是印度马哈拉施特拉邦勒德纳吉里县的一个城镇。总人口10499（2001年）。

## 人口
该地2001年总人口10499人，其中男性5230人，女性5269人；0—6岁人口1275人，其中男678人，女597人；识字率78.11%，其中男性为82.14%，女性为74.11%。